# Lillsches Gesetz
Das Lillsche Reisegesetz – auch Lillsches Gesetz, Reisegesetz von Lill oder Gesetz von Lill – ist ein von Eduard Lill beschriebenes Gravitationsmodell, welches das Verhalten von Reisenden hinsichtlich der Abhängigkeit der Zahl der Reisenden zwischen zwei Orten von reiserelevanten Eigenschaften der Orte und der Reisedistanz erklärt.
Die Anzahl der Reisenden je Zeiteinheit ist der Quotient aus der Multiplikation von „Reisewert“ des Quellortes und „Anziehungswert“ mit dem Quadrat der Distanz zwischen den Orten. Maßgrößen für den Reise- und des Anziehungswertes sind z. B. Bevölkerungszahlen, Haushaltseinkommen, Fremdenverkehrs- oder andere Dienstleistungsangebote der Orte.
Heute wird dieses eher veraltete und einfache Reisegesetz durch umfassende Untersuchungen und Aussagen im angebotsbezogenen Destinationsmanagement einerseits und in nachfragebezogenen Reiseanalysen andererseits abgelöst.